# Михальченко Василь Кирилович
Михальченко Василь Кирилович (1915 — 25.09.1943) — учасник радянсько-німецької війни, стрілець-автоматник 3-го стрілецького батальйону 241-го гвардійського стрілецького полку 75-ї Бахмацької двічі Червонозоряної ордена Суворова гвардійської стрілецької дивізії 30-го стрілецького корпусу 60-ї Армії Центрального фронту. Герой Радянського Союзу (17.10.1943), гвардії молодший сержант.

## Біографія
Народився в 1915 року у м. Задонськ (зараз Липецької області), с 1929 року жив у Москві, де закінчив неповну середню школу.
В Червоній Армії з червня 1942 року (за іншими даними — з 1941 року).
В боях за районний центр Ямпіль (Сумська область) у вересні 1943 року стрілець-автоматник 3-го стрілецького батальйону 241-го гвардійського стрілецького полку 75-ї гвардійської стрілецької дивізії Михальченко В. К. в критичний момент бою особистим прикладом підняв бійців в атаку, що привело до тактичного успіху підрозділу. Наказом по 241-му гвардійському стрілецькому полку нагороджений медаллю «За відвагу».
Особливо відзначився при форсуванні ріки Дніпро на північ від Києва у вересні 1943 року, в боях при захваті і утриманні плацдарму в районі сіл Глібівка и Ясногородка (Вишгородський район Київської області) на правому березі Дніпра. В нагородному листі командир 241-го гвардійського стрілецького полку гвардії підполковник Бударін М. П. написав, що 24.9.43 року Михальченко у числі перших на збудованому з підручних матеріалів плоту форсував з групою бійців ріку Дніпро. Бійці перейшли вбрід Старий Дніпро і ще не встигли одягнутися, як німці кинулися на них у контратаку. Тов. Михальченко першим кинувся на ворога. Коли атака була відбита, виявилося, що просування батальйону блокували вогневі точки супротивника. Михальченко взяв гранату, поповз до кулемету і знищив його і обслугу, але ворожа куля обірвала життя героя.
Указом Президії Верховної Ради СРСР від 17 жовтня 1943 року за мужність і героїзм проявлені при форсуванні Дніпра і утриманні плацдарму гвардії молодшому сержанту Михальченку Василю Кириловичу присвоєне звання Героя Радянського Союзу (посмертно).
Михальченко В. К. похований біля села Тарасовичі (Київська область). В 1965 році село Тарасовичі було затоплене під час заповнення Київського водосховища.

## Нагороди
- медаль «Золота Зірка» №---- (17 жовтня 1943)
- Орден Леніна
- Медаль «За відвагу»